# Альдо Борель
Альдо Борель (італ. Aldo Giuseppe Borel, 30 травня 1912, Ніцца — 28 лютого 1979, Барселона) — італійський футболіст, що грав на позиції нападника. По завершенні ігрової кар'єри — тренер.
Виступав, зокрема, за клуб «Ювентус». Володар Кубка Італії.
Старший брат більш відомого футболіста Феліче Бореля.

## Ігрова кар'єра
Народився 30 травня 1912 року в місті Ніцца. Вихованець футбольної школи клубу «Торіно», де й розпочав дорослу футбольну кар'єру в 1929 році, але не зумів стати гравцем основи.
Згодом з 1931 по 1935 рік грав у складі команд «Казале», «Фіорентина» та «Палермо».
В 1935 році перейшов у «Ювентус», де одним з провідних гравців був брат Феліче. Відіграв за «стару сеньйору» наступні три сезони своєї ігрової кар'єри. В 1938 році став володарем Кубка Італії. У фінальному матчі «Ювентус» двічі переміг земляків з «Торіно» 3:1 і 2:1.
Протягом 1938—1940 років захищав кольори клубів «Новара» та «Савона».
Завершив ігрову кар'єру у команді «Оменья», за яку виступав протягом 1940—1941 років.

## Кар'єра тренера
Розпочав тренерську кар'єру, повернувшись до футболу після тривалої перерви, 1957 року, очоливши тренерський штаб клубу «Фоссанезе». Досвід тренерської роботи обмежився цим клубом.
Помер 28 лютого 1979 року на 67-му році життя у місті Барселона.

## Титули і досягнення
- Володар Кубка Італії (1):

«Ювентус»: 1937-1938